# غوفر كبير
غوفر كبير[بحاجة لمصدر] (الاسم العلمي:Thomomys subg. Megascapheus) هو ضرب من الحيوانات يتبع جنس الغوفر مستقيم من فصيلة الغوفرية.

## أنواع
- غوفر شيريكي (الاسم العلمي:Orthogeomys cavator)
- غوفر شيري (الاسم العلمي:Orthogeomys cherriei)
- غوفر دارن (الاسم العلمي:Orthogeomys dariensis)
- غوفر متغير (الاسم العلمي:Orthogeomys heterodus)
- غوفر نيكاراغوي (الاسم العلمي:Orthogeomys matagalpae)
- غوفر تاليري (الاسم العلمي:Orthogeomys thaeleri)
- غوفر اندرودي (الاسم العلمي:Orthogeomys underwoodi)